# ديازو الميثان
ديازو ميثان هو مركب كيميائي، صيغته CH2N2، اكتشفه الكيميائي الألماني هانس فون بيكمان [الإنجليزية] في عام 1894، وهو غاز سام شديد الانفجار، المركب هو عامل ميثلة شائع في المختبرات، لكنه خطير للغاية ولا يستخدم دون أخذ احتياطات خاصة. قُلل استخدامه بشكل كبير عن طريق إدخال الكاشف الأكثر أمانًا والمكافئ له وهو ثلاثي مثيل سيليديازوميثان [الإنجليزية].